# Cp6linux
Cp6linux (ЦП6 Линукс) је линукс дистрибуција на српском језику, заснована на Убунту, а развијена на Електротехничком факултету Универзитета у Београду, уз финансирање Владе Републике Србије.
Прва верзија ЦП6 Линукса је представљена у Привредној комори Србије 2008. године.

## Варијанте
- cp6Linux 2008-Едиција за кућне кориснике[6]
- cp6Linux 2008-Едиција за ученике и студенте[7]
- cp6Linux 2008-Едиција за пословне кориснике[8]
- cp6Linux 2009-Бета издање[9]

## Системски захтеви за инсталацију
- Процесор 32 бита, са брзином радног такта од 700 Mhz;
- Радна меморија 384 Mb;
- 4 Gb меморије на хард диску;
- Графичка картица која може да ради на резолуцији 1024x768.

## Значај
Cp6linux никада није ушао у широку употребу, а његов развој је након 2009. заустављен. Међутим оставио је великог утицаја на српску ИТ заједницу, будући да је његово стварање обухватило и превођење преко 700 различитих апликација отвореног кода, где су многи описи у употреби од стране ових апликација и дан данас. Сматра се да је током израде Cp6linux дистрибуције извршена прва озбиљнија стандардизација ИТ термина, где су неки термини први пут ушли у српски језик.